# Misha Engel
Misha Engel (Broek op Langedijk, 1 oktober 2002) is een Nederlandse voetballer die doorgaans speelt als verdediger.

## Carrière
Engel speelde in de jeugd van BOL en AFC '34 alvorens hij in 2015 de overstap maakte naar AZ. In juni 2021 tekende hij daar zijn eerste profcontract dat hem tot medio 2022 aan de club verbond met een optie voor nog een extra seizoen. Op 23 augustus 2021 maakte hij namens Jong AZ zijn debuut in een met 1-0 gewonnen thuiswedstrijd tegen TOP Oss, als invaller voor Maxim Dekker. Op 1 april 2022 maakte AZ bekend dat de optie in het aflopende contract werd gelicht. Zijn verbintenis werd verlengd tot medio 2023.

## Statistieken

#### Beloften
| 2021/22                          | Jong AZ         | Eerste divisie  | 11 | 0 | 11 | 0 |
| Totaal beloften                  | Totaal beloften | Totaal beloften | 11 | 0 | 11 | 0 |
| Bijgewerkt tot en met 4 mei 2022 |                 |                 |    |   |    |   |